# The Deacon's Daughter
The Deacon's Daughter er en amerikansk stumfilm fra 1910 af Sidney Olcott.